# 颶風峽谷大橋

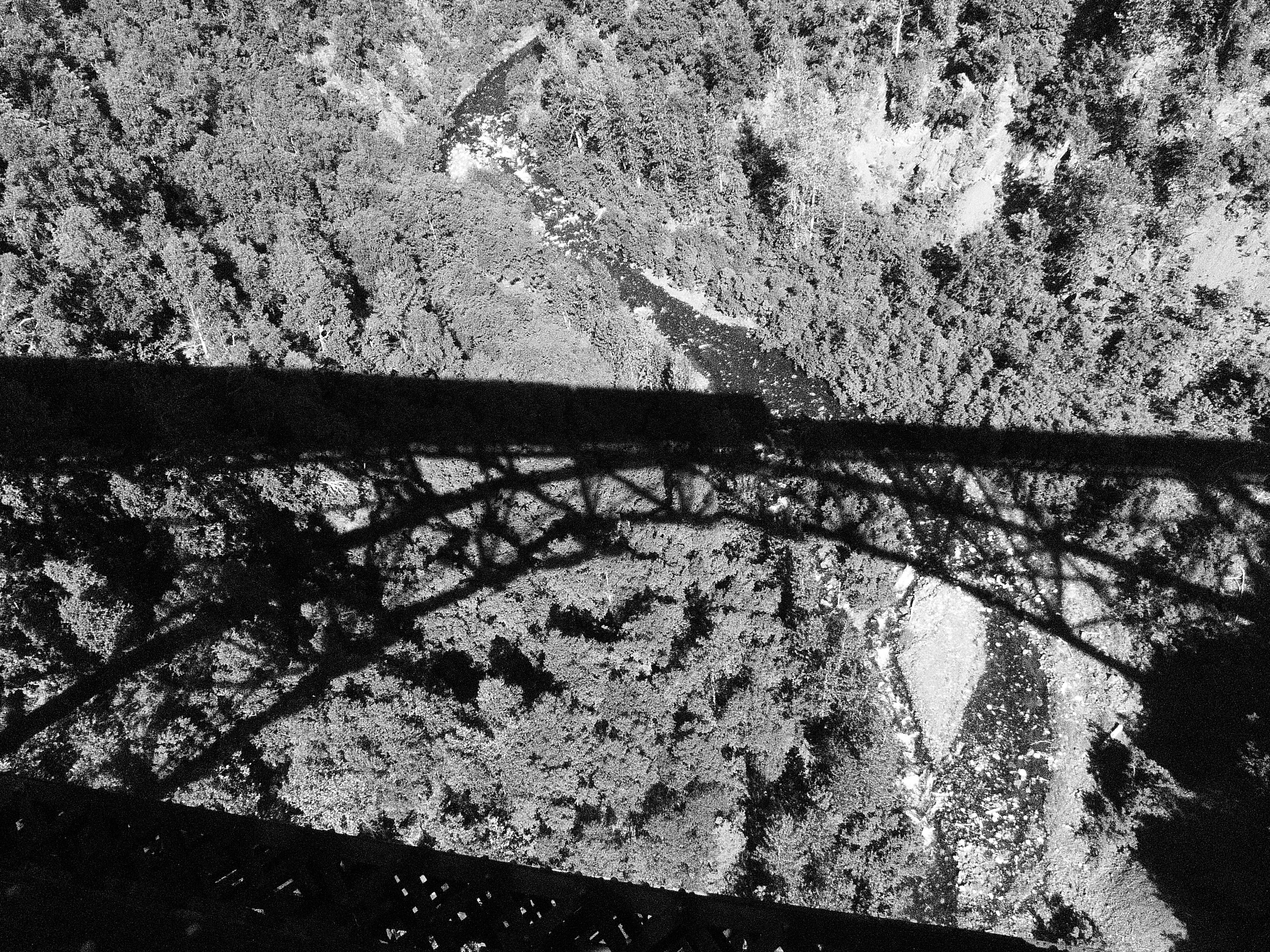
颶風峽谷大橋陰影

颶風峽谷大橋（英語：Hurricane Gulch Bridge）是一條位於美國阿拉斯加颶風峽谷的鐵路鋼拱橋，長280米（919英尺），是阿拉斯加铁路最長和最高的橋樑。
1921年初，美國橋樑公司開始修築此橋樑，首條載客鐵路於同年8月15日營運經過此橋。這是當時阿拉斯加铁路中最困難和最昂貴的橋樑工程，花費約120萬美元。橋樑從兩則一起同時修，期間架設了一條架空電車穿越峽谷，以便興建。這橋曾為美國最高的橋樑，維持此紀錄達八年之久。